# Szewczenkowe (hromada Popiwka)
Szewczenkowe (ukr. Шевченкове) – wieś na Ukrainie, w obwodzie sumskim, w rejonie konotopskim, w hromadzie Popiwka. W 2001 liczyła 650 mieszkańców.